# 마피아 레코드
마피아 레코드(Mafia Records)는 대한민국의 연예기획사다.총괄대표는 홍성용이다.

## 현재 소속 연예인
- 레드락
- 파로

## 과거 소속 연예인
- 구준엽
- 다이아트리
- 스테파니
- 와썹